# لانتانیدها

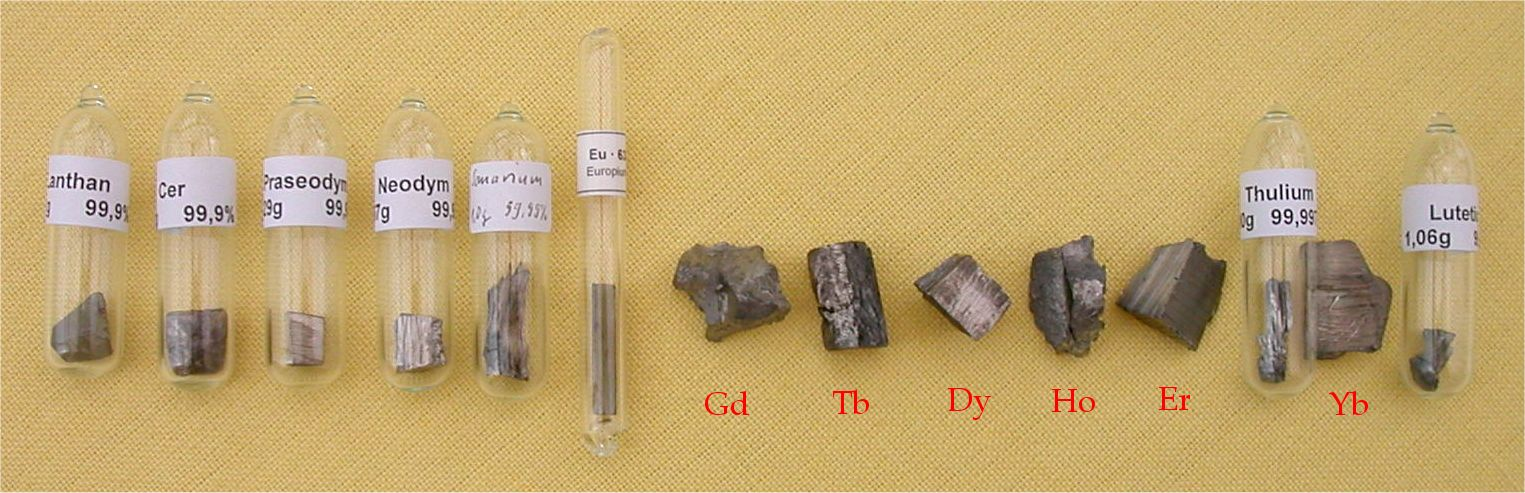
لانتانیدها

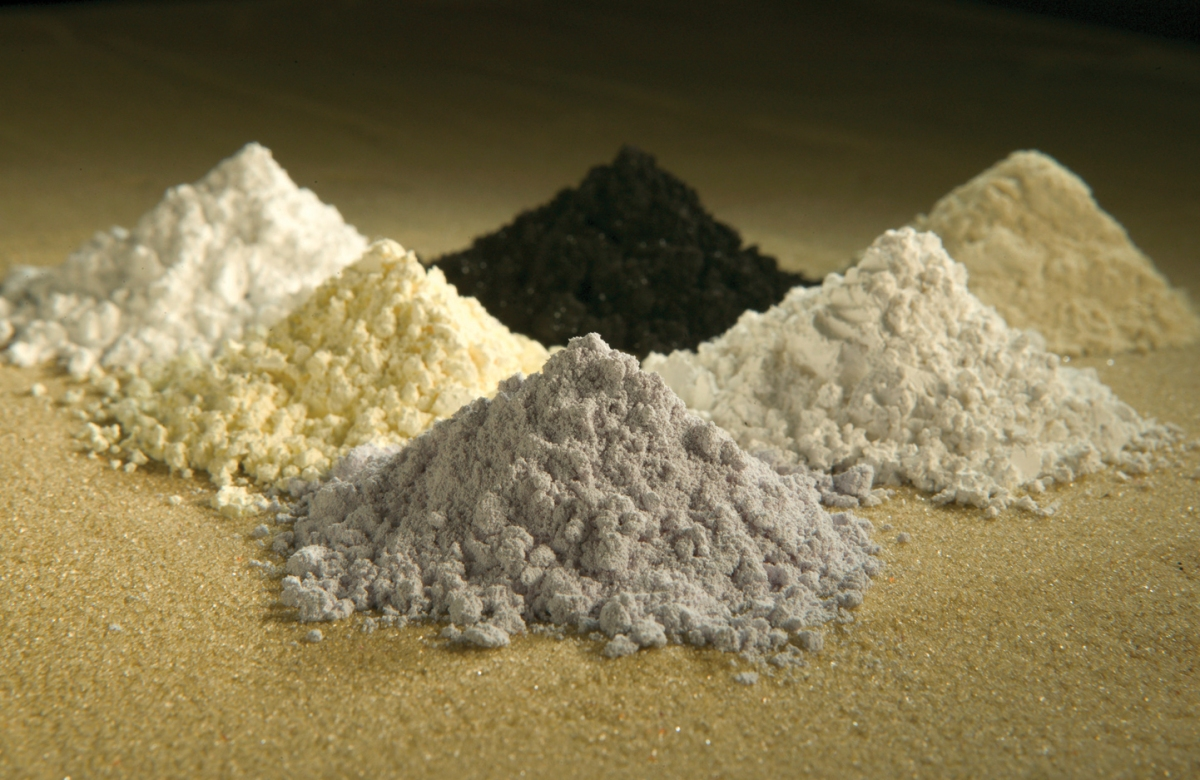
نمونه‌هایی از اکسیدهای لانتانیدها

لانتانیدها شامل ۱۴ عنصر با عددهای اتمی ۵۷ تا ۷۱ در جدول تناوبی هستند. نام این دسته از عنصرها از فلز لانتان گرفته شده‌است. لانتانیدها فلزهایی براق هستند و واکنش‌پذیری شیمیایی قابل توجهی دارند.
همهٔ لانتانیدها به جز لوتتیم، جزو بلوک اف هستند. لوتتیم جزو بلوک دی است اما خواص آن شبیه به چهارده لانتانید دیگر است.
| عدد اتمی                             | ۵۷     | ۵۸   | ۵۹          | ۶۰       | ۶۱      | ۶۲      | ۶۳      | ۶۴        | ۶۵    | ۶۶        | ۶۷     | ۶۸    | ۶۹    | ۷۰      | ۷۱     |
| عنصر                                 | لانتان | سریم | پرازئودیمیم | نئودیمیم | پرومتیم | ساماریم | یوروپیم | گادولینیم | تربیم | دیسپروزیم | هولمیم | اربیم | تولیم | ایتربیم | لوتتیم |
| M۳+ آرایش الکترونی                   | ۰      | ۱    | ۲           | ۳        | ۴       | ۵       | ۶       | ۷         | ۸     | ۹         | ۱۰     | ۱۱    | ۱۲    | ۱۳      | ۱۴     |
| M۳+ radius (assuming 6-coordination) | -      | ۱۰۱  | ۹۹          | ۹۸٫۳     | ۹۷      | ۹۵٫۸    | ۹۴٫۷    | ۹۳٫۸      | ۹۲٫۳  | ۹۱٫۲      | ۹۰٫۱   | ۸۹٫۰  | ۸۸٫۰  | ۸۶٫۸    | ۸۶٫۱   |

## کاربردها

### لیزرهای حالت جامد
یکی از کاربردهای لانتانیدهایی مانند نئودمیوم، اربیم، ایتربیم و … در محیط فعال لیزرهای حالت جامد است. در حقیقت عمل لیز دادن توسط اتم‌ها این عناصر که در بلور محیط فعال تزریق شده، انجام می‌شود.

### خنک‌کننده در سرما سازی
ترکیبات لانتانیدها به علت اینکه دارای ظرفیت گرمایی ویژه بالایی در دماهای پایین (کمتر ۴۰ درجه کلوین) هستند، بعنوان جاذب گرما در دستگاه‌های سرما ساز استفاده می‌شوند. امروزه استفاده از کلدهدی که دارای جاذب اربیم-نیکل می‌باشند، در ام‌آرآی متداول شده‌است.

## نگارخانه
|       | دوره  | عنصر دوره ۶ |       |
| ----- | ----- | ----------- | ----- |
| ۵۷ La | ۵۸ Ce | ۵۹ Pr       | ۶۰ Nd |
| ۶۱ Pm | ۶۲ Sm | ۶۳ Eu       | ۶۴ Gd |
| ۶۵ Tb | ۶۶ Dy | ۶۷ Ho       | ۶۸ Er |
| ۶۹ Tm | ۷۰ Yb |             |       |